# Gero

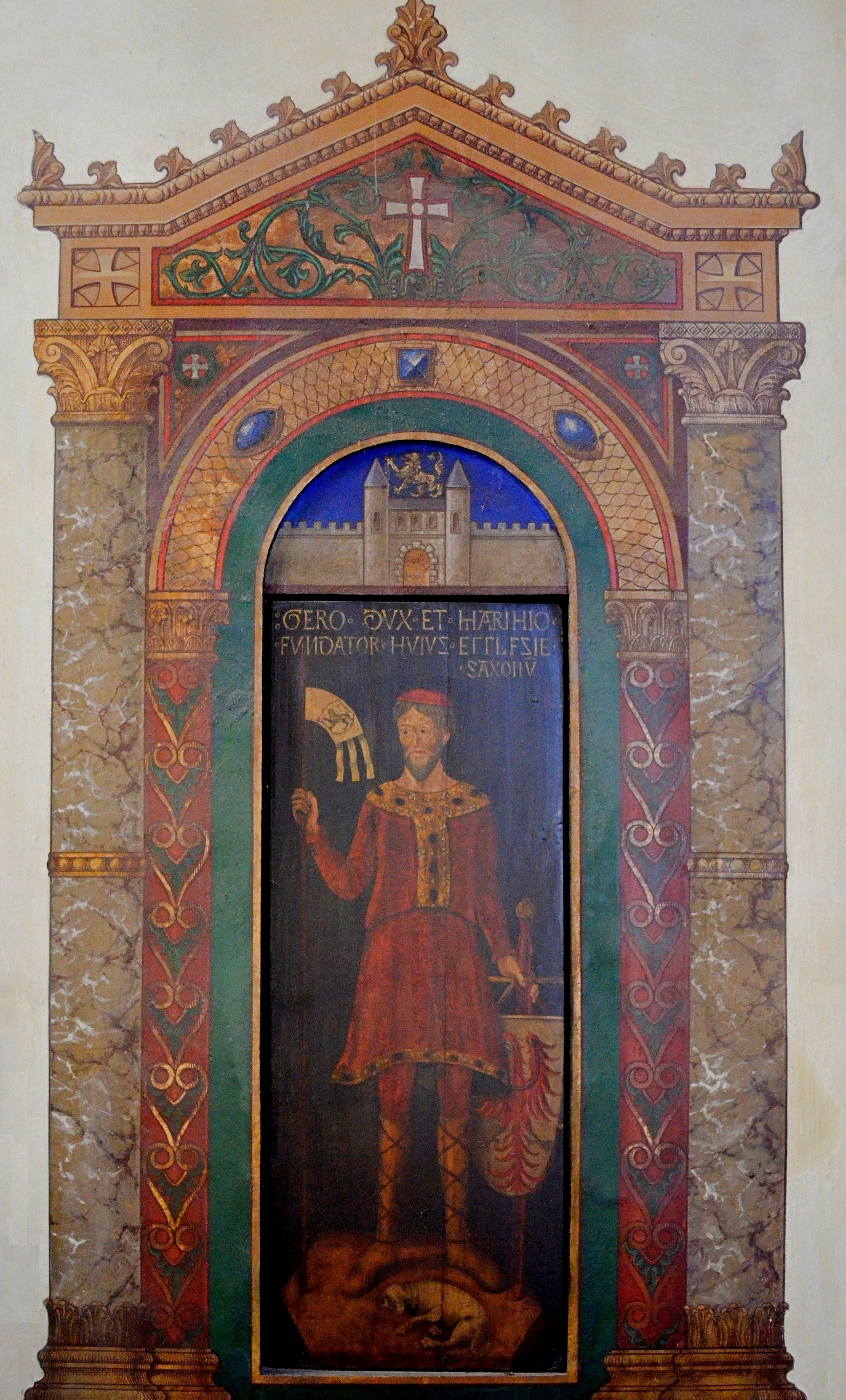
Gero in zeitgenössischer Kleidung auf einem Tafelbild, das um 1510 angefertigt wurde, vermutlich nach einer nicht mehr vorhandenen Grabplastik aus dem Jahr 965. Gernrode, Stiftskirche St. Cyriakus.

Gero, auch Gero I. oder Gero der Große, († 20. Mai 965 in Gernrode) war ein ostsächsischer Graf, der von 939 bis 965 als Markgraf König Ottos I. die Tributherrschaft über die slawischen Stämme östlich der mittleren Elbe und der Saale ausübte („Sächsische Ostmark“).
Gero entstammte einem hoch angesehenen ostsächsischen Adelsgeschlecht. Aufgrund seiner Herkunft und der persönlichen Nähe zum König erhielt er nach dem Tod seines Bruders das prestigeträchtige Amt eines militärischen Oberbefehlshabers (Legat). In dieser Funktion sicherte er ab dem Jahr 937 von Sachsen aus den Anspruch Ottos I. auf die Oberhoheit über die elbslawischen Stämme. Damit trug Gero die Hauptlast der sächsisch-slawischen Grenzkämpfe und hielt dem König den Rücken frei für andere Aufgaben. Dafür zeichnete ihn Otto I. um das Jahr 940 mit dem ursprünglich karolingischen Markgrafentitel aus. Diese Auszeichnung hob Gero nochmals aus der Menge der sächsischen Grafen hervor, verlieh ihm aber keine zusätzlichen Befugnisse oder eine Mark als Amtsgebiet. Nachdem Gero fast 20 Jahre zu den engsten Vertrauten Ottos I. gehört hatte, kam es im Zuge des Liudolfinischen Aufstandes zu einer tiefgreifenden Entfremdung zwischen König und Markgraf, in deren Folge Otto I. sich von Gero abwandte und Hermann Billung zu seinem Stellvertreter in Sachsen machte. Gero wurde in seinem Amt belassen, spielte aber bis zu seinem Tode für die Königsherrschaft Ottos I. keine Rolle mehr. Von Geros Selbstverständnis und dem sich daraus ergebenden Repräsentationsanspruch zeugt mit der romanischen Stiftkirche St. Cyriakus in Gernrode eines der bedeutendsten ottonischen Baudenkmäler.
Während mittelalterliche sächsische Quellen Geros Tatkraft rühmten, galt er national gesinnten Historikern des 19. und 20. Jahrhunderts in Deutschland und Polen als Prototyp des Markgrafen und Symbolfigur einer mittelalterlichen „deutschen“ Eroberungspolitik im Osten. Heute geht die Geschichtswissenschaft davon aus, dass die Verleihung des Markgrafentitels ehrenhalber erfolgte und Geros Kämpfe mit den Elbslawen keine Eingliederung der slawischen Gebiete in das Ostfrankenreich zum Ziel hatten, sondern vorrangig der gewaltsamen Durchsetzung von Tributzahlungen durch die unterworfenen Slawen dienten.

## Leben

### Herkunft und Familie

Gefälschtes Siegel Markgraf Geros, um 1200. Oranienbaum, Landeshauptarchiv Sachsen-Anhalt, Abt. Oranienbaum, U I, Nr. 9.

Gero entstammte einem der mächtigsten und angesehensten Adelsgeschlechter Ostsachsens. Sein Vater Thietmar diente am Hof als Erzieher und Berater des sächsischen Herzogs und späteren ostfränkisch-deutschen Königs Heinrich I. und führte in der Schlacht bei Lenzen im Jahr 929 ein sächsisches Heer zum Sieg gegen die slawischen Redarier. Über seine Mutter Hildegard, Schwester der Gemahlin des Grafen Erwin von Merseburg, war Gero mit Thankmar verwandt, dem erstgeborenen Sohn König Heinrichs I. aus dessen erster Ehe mit Hatheburg, die wiederum eine der beiden Töchter Erwins war. Donald C. Jackman hält Geros Mutter für eine Schwester König Konrads I. und erklärt auf diese Weise die Herkunft des Namens Gero als Kurzform von Gerold aus dem konradinischen Namensgut.
Geros älterer Bruder Siegfried von Merseburg stand wie sein Vater hoch in der Gunst König Heinrichs I., mit dessen Halbschwester er in erster Ehe verheiratet war. Unter Otto I. verwaltete er das östliche Sachsen bei Abwesenheit des Königs als dessen Vertreter. Die Söhne von Geros Schwester Hidda aus der Ehe mit dem Grafen Christian erlangten bedeutende kirchliche und weltliche Ämter: Der gleichnamige Gero wurde Erzbischof von Köln, und Thietmar beerbte seinen Onkel Gero als Markgraf von Meißen.
Geros eigene Nachkommen aus der Ehe mit der ansonsten unbekannten Judith verstarben noch zu seinen Lebzeiten kinderlos. Sein Sohn Siegfried, Patenkind König Ottos I., heiratete zwar um 952 die zu diesem Zeitpunkt 13-jährige Hathui, eine Tochter des Billungers Wichmann I., verstarb aber bereits am 25. Juni 959 oder 961. Über den Sohn Gero ist nichts bekannt. Ein weiterer Sohn Christian wird vereinzelt vermutet, ist aber nicht belegbar.

### Aufstieg zum Markgrafen
Nach dem Herrschaftsantritt Ottos I. begann für Gero ein beispielloser Aufstieg. In den Quellen erscheint er zunächst als Graf, dann als Legat, schließlich als Markgraf und vorübergehend sogar als Markgraf und Herzog. Bereits mit der Erhebung vom gewöhnlichen Grafen zum Legaten erhielt Gero vom König das bis dahin höchste Amt in Sachsen verliehen. Kurz darauf führte Otto I. für Gero den ursprünglich karolingischen Markgrafentitel wieder ein und hob ihn damit nochmals aus der Menge der sächsischen Grafen hervor. Bis zu seinem Tod blieb Gero einer von nur drei oder vier ottonischen Amtsträgern, die in den Chroniken und königlichen Urkunden als Markgraf bezeichnet werden. Gleichzeitig verdeutlichte Otto I. mit der Wahl dieses Titels aber auch die Bindung des Markgrafen an den König und unterschied ihn damit erkennbar von den eigenständigen Herzögen mit ihren teilweise königsgleichen Herrschaften.

#### Graf
Gero wurde urkundlich erstmals im Jahr 937 als Graf (comes) erwähnt. Er war einer von mehreren Grafen in dem westlich von Magdeburg gelegenen Nordthüringgau. Vermutlich hatte er die Grafenwürde mit dem Tod seines Vaters Thietmar im Jahr 932 geerbt. Als Graf war Gero ein eigenständiger Herrschaftsträger. Ihm standen die gerichtlichen, militärischen und administrativen Befugnisse über die auf seinem allodialen Grund und Boden arbeitenden und wohnenden Menschen zu. Anfangs bestand sein Besitz nur aus einigen wenigen Dörfern im Südosten des Nordthüringgaues. Ein Zuwachs an Besitz und Macht konnte nur durch königliche Verleihung zusätzlicher Kompetenzen erfolgen, die eine besondere Nähe zum Herrscher voraussetzte. Diese Nähe zu Otto I. muss früh bestanden haben, denn bereits vor seinem Herrschaftsantritt hatte Otto die Patenschaft für Geros 934/935 geborenen Sohn Siegfried übernommen.

#### Legat
Mit dem Tod von Geros Bruder Siegfried im Sommer 937 wurde dessen Legation für das östliche Sachsen vakant. Als Legat hatte Siegfried im Verteidigungsfall die militärische Gewalt über die Merseburg benachbarten Grenzgrafschaften ausgeübt. Nach einer neueren Forschungsmeinung war mit der Legation zudem die Ausübung der Tributherrschaft über die unterworfenen Slawenstämme östlich von Elbe und Saale verbunden. Das Legatenamt übertrug Otto I. auf dem Hoftag zu Magdeburg am 21. September 937 auf Gero. Damit kennzeichnete er ihn als einen seiner engsten Vertrauten. Dennoch blieben Geros Befugnisse auffällig hinter denen seines Bruders zurück. Anders als dieser wurde er nicht mit der Stellvertretung des Königs beauftragt. Außerdem scheint die Vergabe des Legatenamtes an Gero mit einer Herrschaftsverlagerung verbunden gewesen zu sein. Hatte nämlich Siegfried das Amt von Merseburg aus ausgeübt, scheint Geros Ausgangspunkt Magdeburg gewesen zu sein. Dort unterhielt er einen befestigten Wirtschaftshof mit einer dem heiligen Cyriakus geweihten Kapelle. Die Ursache dieser Verschiebung könnte auf ein vorangegangenes Amt Ottos I. in Magdeburg zurückzuführen sein: Otto hatte von dort aus zu Lebzeiten seines Vaters Heinrich I. selbst die Stellung eines Grenzhüters ausgeübt. Dann wäre Gero nicht nur in das Amt seines Bruders, sondern auch in Ottos Funktion eingerückt.
Als Legat war Gero bestimmten Grafen übergeordnet. Diese Unterstellung beschränkte sich auf den militärischen Oberbefehl. Eine lehnsherrliche oder gerichtliche Gewalt Geros über die ihm unterstellten Grafen ist nicht erkennbar. Von diesen Grafen sind sein Schwager Christian, dessen Sohn Thietmar, Dietrich von Haldensleben sowie Adalbert und Bruno namentlich bekannt.
Die Vergabe der herausragenden Stellung eines Legaten an Gero führte zu einem Konflikt Ottos I. mit seinem älteren Halbbruder Thankmar, der die legatio für sich selbst erwartet hatte. Die Empörung Thankmars führte schließlich zu einem bewaffneten Aufstand der mit ihm verschworenen Adelskreise gegen den König. Sie endete erst mit dem Tod Thankmars auf der Eresburg am 28. Juli 938. Gero beteiligte sich nicht an den Kämpfen des Königs gegen Thankmar. Stattdessen wehrte er damals möglicherweise einen Einfall der Ungarn in den Schwabengau ab, der zu seiner legatio gehörte.

#### Markgraf
In einer Urkunde Ottos I. aus dem Jahr 941 wird Gero erstmals als Markgraf (marchio) bezeichnet. Die Bestellung zum Markgrafen könnte der König bereits anlässlich des Magdeburger Hoftages am 7. Juni 939 vorgenommen haben. Sie war nicht mit einer Erweiterung von Geros Rechten verbunden. Anders als das Amt des Legaten erhielt Gero den Markgrafentitel als Zeichen einer sozialen Rangerhöhung innerhalb der Hierarchie des ostsächsischen Adels. Mit der Ernennung eines Markgrafen wollte Otto I. die Verringerung seiner Präsenz in Sachsen ausgleichen, dem Kerngebiet seiner Herrschaft. Dazu installierte er mit Gero einen seiner engsten Vertrauten als Mittelgewalt zwischen Adel und König, ohne dabei durch die Bestellung eines Herzogs eigene Befugnisse aufgeben zu müssen oder andere sächsische Adlige durch die Vergabe eines Herzogtitels zu brüskieren.
Lange war die Forschung davon ausgegangen, Gero sei mit der Verleihung des Markgrafentitels auch eine Markgrafschaft (marca oder marchia) als räumlich definierter Amtsbereich zugewiesen worden. Diese Vorstellung beruhte auf einer Übertragung der Staatsorganisation des 19. und 20. Jahrhunderts auf die mittelalterlichen Verhältnisse und einer daran ausgerichteten Interpretation der mittelalterlichen Schriftquellen. Danach stand der König als Herrscher einem hierarchisch aufgebautem Apparat von Amtsträgern mit eindeutig geregelten sachlichen und örtlichen Zuständigkeiten vor. In dieser gedachten Struktur gebot Gero über einen militärischen Verwaltungsbezirk auf slawischem Siedlungsgebiet östlich der mittleren Elbe und der Saale. Es sollte sich um ein riesiges Territorium handeln, das im Norden an Elde und Ucker oder wahlweise sogar an die Ostsee grenzte und sich im Osten entlang von Havel und Spree bis zur Oder ausdehnte, während es im Süden bis an das Herrschaftsgebiet der Böhmen reichte. In Anlehnung an die beiden Gründungsurkunden der Bistümer Havelberg und Brandenburg wurde das Gebiet als „Mark des Gero“ oder „Geromark“ bezeichnet, bis sich in der modernen Geschichtswissenschaft der Name „Sächsische Ostmark“ durchsetzte. Diese Wortschöpfung bezieht sich auf Thietmar von Merseburg, der Gero als marchio orientalis („östlicher Markgraf“) bezeichnete. Weiterhin gebräuchlich waren die Namen „Elbmark“ und „Nordmark“.
In der neueren Forschung wird die Existenz einer Markgrafschaft als Amtsgebiet Geros zunehmend in Frage gestellt. Zu sehr unterscheide sich die ottonische Königsherrschaft mit ihrem labilen Gleichgewicht der unterschiedlichen Herrschaftsträger und den immer wieder neu zwischen König und Großen auszuhandelnden Aufgabenfeldern von der Struktur moderner Staaten, als dass sich darin die Vorstellung von Amtsträgern mit geregelten und räumlich bestimmten Kompetenzen einfügte. Darüber hinaus lasse sich den Schriftquellen keine unmittelbare Aussage über die königliche Zuweisung einer Markgrafschaft an Gero entnehmen.

#### Herzog und Markgraf
In der 946 ausgestellten Gründungsurkunde des Bistums Havelberg wird Gero schließlich als Herzog und Markgraf (dux et marchio) bezeichnet. Dieselbe Titelkombination führt Gero in der Stiftungsurkunde des Bistums Brandenburg aus dem Jahr 948. Die Echtheit beider Urkunden ist bis heute umstritten. Soweit die Verwendung des Herzogtitels nicht als weiteres Argument gegen die Echtheit der Urkunden angeführt wird, gibt es für die Titulierung unterschiedliche Erklärungen. Die ältere Forschung war zunächst von einer nochmaligen Erhöhung zum „Markenherzog“ und einer Zuweisung der Mark als Herrschaftsgebiet ausgegangen. Zumindest werde damit Geros Vogtei über die beiden Bistümer Havelberg und Brandenburg kenntlich gemacht. In der neueren Forschung wird die Bezeichnung als dux nicht mehr als Herrschaftstitel, sondern nur noch als militärische Führerstellung gedeutet. Neben Otto I. habe es keinen Herzog in Sachsen gegeben. Vereinzelt wird erörtert, ob die Bezeichnung als dux auf dem Höhepunkt seiner Macht und als einer der engsten Vertrauten des Königs 946/948 nicht zumindest auf eine Stellung Geros als Stellvertreter des Königs hindeuten könnte, immerhin eine Position, wie sie zuvor sein Bruder Siegfried innegehabt hatte. Gero, nach eigenem Selbstverständnis „Markgraf von Gottes Gnaden“ und von den Zeitgenossen als „Gero der Große“ bezeichnet, führte in seinen Privaturkunden keinen Herzogstitel.

### Tributherrschaft über die Slawen
Gero setzte den königlichen Anspruch auf Anerkennung der Oberherrschaft über die slawischen Stämme in den Gebieten östlich der mittleren Elbe und der Saale durch die Einziehung von Tributen durch. Er sollte die slawischen Gebiete dazu jedoch nicht erobern und in das sächsische Herrschaftsgebiet eingliedern. Dementsprechend errichtete er dort auch keine Stützpunkte. Vielmehr beschränkte sich Geros Auftrag auf eine begrenzte Kontrolle der slawischen Gebiete von außen, von sächsischem Gebiet her. Für eine dauerhafte Unterwerfung der slawischen Stämme oder sogar eine Besetzung ihrer Gebiete fehlte es Gero an der notwendigen Truppenstärke und damit an militärischer Überlegenheit. Seine Truppen erlitten schon bei der gewaltsamen Einziehung der Tribute so hohe Verluste, dass sich die Überlebenden vor dem König über Gero beklagten.
Da die Slawen keine politische Einheit bildeten, sondern in eine Vielzahl von einzelnen Stämmen mit jeweils eigener Führungsspitze gegliedert waren, musste aus dem sächsischen Blickwinkel jeder Stamm gesondert unterworfen werden. Zur Durchsetzung der Tributherrschaft bediente sich Gero aller zur Verfügung stehenden Mittel, angefangen von Verhandlungen über Intrigen bis hin zu heimtückischen Morden und militärischen Strafaktionen, deren Grausamkeit abschrecken sollte. Gleichwohl endete die Anerkennung der sächsischen Oberhoheit oft mit der Regierungszeit des unterworfenen Fürsten, manchmal bereits mit dem Abzug der sächsischen Truppen, die nie ein größeres Kontingent als Besatzung in den slawischen Gebieten zurückließen.

#### An Elbe und Saale
Ende der 930er Jahre scheint sich die sächsische Tributherrschaft auf die der Elbe und der Saale unmittelbar benachbarten Gebiete der Sorben beschränkt zu haben. Die Elbe und in ihrer südlichen Verlängerung die Saale hatten zur Zeit König Heinrichs I. das Grenzgebiet zwischen sächsischer und slawischer Herrschaft markiert. Das an der Saale gelegene Merseburg als östlichster sächsischer Vorposten war von Heinrich I. erst ab 919 zur Königspfalz ausgebaut worden. Otto I. machte ab 937 das weiter nördlich an der Elbe gelegene Magdeburg zum nordalpinen Mittelpunkt seiner Herrschaft. Östlich davon verfügte er bis in die 940er Jahre über keinerlei Besitzungen oder sogar Burgen.
Als der König durch den Aufstand seines Halbbruders Thankmar und der mit diesem verschworenen Adelskreise ab 937 militärisch gebunden war, nutzten die slawischen Fürsten die Gunst der Stunde und sagten sich von der Tributverpflichtung los, was zu schweren und verlustreichen Kämpfen Geros mit den Slawen in den Grenzgebieten führte. Von der Härte und Grausamkeit der Auseinandersetzungen berichtet Widukind, die Slawen hätten „mit Morden und Brennen das Land verwüstet“, bis Gero an die dreißig ihrer Fürsten zu einem Versöhnungsgastmahl einlud. Derartige Gelage genossen als friedensstiftende Veranstaltungen eine hohe Wertschätzung. Da die slawischen Fürsten aber vorgeblich Geros Ermordung anlässlich dieses Gastmahls geplant hatten, soll Gero seinerseits „List gegen List“ gesetzt haben; jedenfalls räumte er seine von Wein und Schlaf trunkenen Gäste in der Nacht aus dem Weg. Heimtücke und Hinterlist galten in der mittelalterlichen Gesellschaft durchaus als geschätzte Fähigkeiten eines Truppenführers, wie Karl Leyser annimmt. Doch das nächtliche Dahinschlachten der slawischen Führungselite hatte offenbar nicht den gewünschten Erfolg. Stattdessen führten die Slawen die Auseinandersetzungen mit zunehmender Heftigkeit. Schließlich sah sich sogar der König gezwungen, mehrmals mit einer eigenen Streitmacht in die Grenzkämpfe einzugreifen, weil Gero „gegen alle Völkerschaften der Barbaren zu schwach“ gewesen sei. Doch auch mit vereinten Kräften waren die Slawen nicht zu bezwingen, da der König dem Gegner nach der Schilderung Widukinds in der Sachsengeschichte zwar viel Schaden zufügte, aber keinen vollständigen Sieg errang.
Geros jahrelange Kämpfe mit den sorbischen Kleinstämmen an Elbe und Saale führte nicht nur zu einer Wiederherstellung der sächsischen Tributherrschaft, sondern auch zu einer geringfügigen Ausweitung der ottonischen Königsherrschaft nach Osten. Aus königlichen Urkunden der Folgejahre ergibt sich, dass das Gebiet zwischen den Flüssen Saale, Fuhne, Mulde und Elbe, bestehend aus den Gauen Serimunt und Zitizi, fortan der unmittelbaren Gewalt des Königs unterstand. Dort übertrug Otto I. ab Mitte der 940er Jahre Familienangehörigen Land und vergab Lehen an Gero und andere Große. Demgegenüber unterstanden die weiter südlich gelegenen Gebiete bis zur Mulde offenbar weiterhin den lokalen sorbischen Fürsten, wenn auch unter sächsischer Tributherrschaft. Insgesamt scheint Geros Massaker an den Slawenfürsten eine sorbische Herrschaftskonzentration dauerhaft unterbunden und deren politisches Gefüge nachhaltig destabilisiert zu haben. Jedenfalls ist eine Beteiligung der Sorben am Slawenaufstand der Lutizen von 983 nicht überliefert.
Auf der anderen Seite stürzten die hohen Verluste aus den lange andauernden Slawenkämpfen Ottos noch junge Königsherrschaft in eine weitere Krise. Die sächsischen Adligen beklagten sich vor dem König über Gero, der ihnen eine als Ausgleich für ihre Verluste zu geringe Beteiligung an der Beute gewährt habe. Der Herrscher wies die Klagen jedoch zurück und stellte sich auf die Seite des Beschuldigten. Diese Situation machte sich Ottos Bruder Heinrich zunutze, der die unzufriedenen Adligen mit Geschenken und Versprechungen für sich zu gewinnen vermochte. Der Plan, Otto beim Osterfest 941 in Quedlinburg zu ermorden, scheiterte jedoch, und der Aufstand brach zusammen. Die Verschwörer, darunter viele Beteiligte an den Slawenkämpfen, wurden verhaftet und die meisten von ihnen hingerichtet.

#### Unterwerfungen im Nordosten
Im Nordosten unterwarf Gero 954 die Ukranen und kämpfte 955 in der Schlacht an der Raxa. Vielleicht war er 15 Jahre zuvor schon an der erneuten Unterwerfung der Heveller beteiligt gewesen.
Bereits König Heinrich I. war 928/929 in einem Winterfeldzug in das Land der Heveller eingedrungen und hatte deren Hauptburg, die Brandenburg, eingenommen. Er beließ den unterworfenen Hevellerfürsten Baçqlābič als tributpflichtigen Vasallen auf der Brandenburg und nahm dessen Sohn Tugumir sowie eine namentlich unbekannte Tochter als Geiseln mit nach Sachsen. Noch im Jahr 937 entrichteten die Heveller Tribute, die König Otto I. dem neu errichteten Mauritiuskloster in Magdeburg schenkte. Bald danach verstarb Baçqlabić und die Tributzahlungen scheinen ausgeblieben zu sein. Tugumir, inzwischen Christ, ließ sich durch viel Geld und noch größere Versprechen dazu überreden, in Ottos Dienste zu treten. Mit der Behauptung, aus der sächsischen Gefangenschaft entflohen zu sein, kehrte er 940 in die Brandenburg zurück und übernahm dort das angestammte Fürstenamt. Anschließend tötete er seinen Neffen, den letzten männlichen Verwandten, und unterstellte das gesamte Stammesgebiet wieder der Tributherrschaft des ostfränkischen Königs. Eine unmittelbare Beteiligung Geros an der Einsetzung Tugumirs ist nicht überliefert, wird aber immer wieder vermutet, weil er acht Jahre später als einziger weltlicher Fürst in der zweifelhaften Gründungsurkunde des Bistums Brandenburg erwähnt wird.
Eine ähnliche Entwicklung nahm das Verhältnis zu den in der heutigen Uckermark siedelnden Ukranen. Im Jahr 934 hatte Heinrich I. ein Heer in deren Siedlungsgebiete geführt und sie tributpflichtig gemacht. Zwanzig Jahre später musste Gero zu einem erneuten Feldzug gegen die Ukranen aufbrechen, von dem er mit reicher Beute zurückkehrte. Dass es sich dabei nicht lediglich um einen Raubzug gehandelt haben kann, sondern Geros Kämpfe im Nordosten zu einer Unterwerfung der Ukranen führten, ergibt sich aus einer Nachricht aus dem Jahr 955. Danach kämpften Ukranen – nach anderer Lesart Ranen von der Insel Rügen – in Geros Gefolge in der Schlacht an der Raxa. Dort besiegten Otto und sein Sohn Liudolf mit Hilfe Geros und eines böhmischen Kontingents am 16. Oktober 955 eine antisächsische Koalition aus Abodriten, Wilzen, Tollensanen und Zirzipanen unter dem Fürsten Stoignew.
Erst zwei Monate zuvor hatte Otto in der Schlacht auf dem Lechfeld einen triumphalen Sieg über die Ungarn errungen. Im Anschluss daran war er sogleich in die Slawengebiete gezogen. Ob Gero an den Kämpfen gegen die Ungarn teilgenommen hatte oder bereits in Kämpfe mit den Slawen verstrickt war, wird nicht berichtet. Wenn Widukind entschuldigend schreibt, die Sachsen seien während der Ungarnschlacht in Kämpfen mit den Slawen gebunden gewesen, spricht das eher gegen Geros Anwesenheit auf dem Lechfeld. Im Slawengebiet verliefen die Kampfhandlungen zunächst weniger günstig. Nachdem das sächsische Heer in slawisches Gebiet eingedrungen war, wurde es am Fluss Raxa eingekesselt, und unter den Eingeschlossenen begannen Hunger und Krankheiten zu wüten. Daraufhin beauftragte der König Gero, mit Stoignew über ein Freundschaftsbündnis zu verhandeln. Die Freundschaft des Königs sollte Stoignew nach einer öffentlichen und damit insbesondere für das slawische Heer sichtbaren Unterwerfung erlangen. Gero hielt sich jedoch nicht an die königliche Weisung. Stattdessen provozierte er Stoignew, indem er ihn verhöhnte und mit der Stärke des sächsischen Heeres prahlte, bis die über den Fluss geführte Unterredung mit wechselseitigen Beschimpfungen und der Aufforderung zum Kampf für den folgenden Tag endete. Durch eine Kriegslist Geros gelang es den Sachsen am nächsten Tag, den Fluss an einer abgelegenen Stelle unbemerkt zu überqueren. Die überraschten Slawen ergriffen die Flucht. Der angesichts der Niederlage fliehende Stoignew wurde von einem Ritter namens Hosed enthauptet und der abgetrennte Schädel auf dem Schlachtfeld aufgestellt. Um ihn herum köpften die Sieger 700 Gefangene und ließen den Ratgeber Stoignews hilflos zwischen den Leichen zurück, nachdem sie ihm die Augen ausgestochen und die Zunge herausgerissen hatten.

#### Feldzüge in den Südosten
Die Nachricht über einen der bekanntesten militärischen Erfolge Geros, die Unterwerfung des polnischen Piastenfürsten Mieszko I. im Jahr 962/963, scheint auf einem Missverständnis zu beruhen. Thietmar von Merseburg berichtet in seiner zwischen 1012 und 1018 verfassten Chronik, Gero habe Mieszko und alle Untertanen des polnischen Fürsten der Königsherrschaft Ottos unterworfen. Tatsächlich stellt die Aussage Thietmars aber nur eine stark vereinfachende Zusammenfassung mehrerer Kapitel aus der um 967 entstandenen Sachsengeschichte des Widukind von Corvey dar. Widukind erwähnt dort zwar auch Gero und Mieszko I., aber jeweils in Zusammenhang mit Wichmann II. Gero habe diesem die Freiheit geschenkt, und Wichmann II. habe als Anführer eines slawischen Heeres Mieszko zweimal besiegt.
Im Jahr 963 unternahm Gero in weit fortgeschrittenem Alter einen Feldzug gegen die Lusitzi. Diese siedelten in der Niederlausitz und waren von Heinrich I. im Jahre 932 tributpflichtig gemacht worden. Noch im Jahre 961 verfügte Otto zugunsten des Magdeburger Moritzklosters über einen Teil der Einnahmen aus den Ländern Lausitz und Selpoli. Wahrscheinlich hatten die Lusitzi – vielleicht unter ihrem Fürsten Dobromir – die Tributzahlungen verweigert. Sie leisteten Geros Truppen heftigen Widerstand, denn es kam zu großen Verlusten in Geros Gefolge. Gero selbst wurde schwer verletzt. Unter den vielen gefallenen Adeligen soll auch ein Neffe Geros gewesen sein.
Wiederkehrende Vermutungen über Feldzüge Geros gegen die Milzener in der Oberlausitz oder die Daleminzier im Gebiet um Meißen lassen sich nicht anhand der Schriftquellen belegen.

### Entfremdung zwischen Markgraf und König
Im Vorfeld des Liudolfinischen Aufstandes 953/954 kam es zu einer tiefgreifenden Entfremdung zwischen Markgraf und König, in deren Folge Otto I. sich von Gero abwandte und Hermann Billung zu seinem engsten Vertrauten machte. Wahrscheinlich hatte Gero mit den Aufständischen sympathisiert. Eine Teilnahme am Aufstand ist hingegen nicht anzunehmen, da Geros Stellung als Markgraf unangetastet blieb.

#### Verlust der königlichen Huld
Bis zum Aufstand hatte der König das vertrauensvolle Verhältnis zu seinem Markgrafen in zuvor nie dagewesener Weise durch öffentliche Gunstbezeugungen zum Ausdruck gebracht. Er übernahm die Patenschaft für Geros Sohn Siegfried, beschenkte Gero mit Ländereien und bestellte ihn gegen den Willen seines Bruders Thankmar zum Legaten. Er zog Seite an Seite mit Gero in den Kampf gegen die Slawen, verteidigte ihn gegen die Beschwerden seiner Gefolgsleute, führte für ihn den Titel eines Markgrafen wieder ein und überschüttete ihn in königlichen Urkunden mit schmückenden Beiworten (Epitheta) wie „unserem teuren Markgrafen namens Gero“ oder sogar „unseres teuersten Markgrafen Gero“.
Ab dem Jahr 951 kühlte Ottos Verhältnis zu Gero erkennbar ab. Das auffälligste Anzeichen einer Veränderung ist das schlagartige Ausbleiben Geros als Beschenkter oder Intervenient in königlichen Urkunden. Zwischen 951 und seinem Tod im Jahr 965 wird Geros Name überhaupt nur noch ein einziges Mal in einer Urkunde Ottos I. erwähnt, bezeichnenderweise ohne die bis dahin üblichen ehrenden Beiworte. Aus dem Totengedenken der Ottonen – Otto war immerhin Taufpate von Geros Sohn Siegfried – wurden Gero und seine Nachkommen vollständig verbannt. Nach Geros Tod teilte Otto die „Sächsische Ostmark“ unter verschiedenen Grafen auf. Es entstanden die Nordmark, die Mark Lausitz, die Mark Meißen, die Mark Zeitz und die Mark Merseburg. Ottos Unwille scheint sich selbst gegen Geros entferntere Verwandte gerichtet zu haben. So sträubte er sich lange, Geros gleichnamigen Neffen als Erzbischof von Köln zu bestätigen.
Zwar wurde Gero im Amt eines Markgrafen belassen, doch der Verlust der königlichen Gunst hatte deutliche Auswirkungen. Die königliche Kanzlei machte zu Geros Lebzeiten keinen Gebrauch mehr von dessen Markgrafentitel. Stattdessen wurde Herrmann Billung im Jahr 956 erstmals als Markgraf bezeichnet; nachfolgend bekam er in Abwesenheit des Königs und späteren Kaisers auch dessen Vertretung übertragen.

#### Mögliche Ursachen
Der Grund für diesen Wandel ist umstritten. Nach der gängigsten Erklärung hatte sich Gero in ein Beziehungsgeflecht verstrickt, das ihn am Ende mehr oder weniger ungewollt in die Nähe der Opposition zum König brachte. Gero war dem Königssohn Liudolf von Schwaben durch die Mitgliedschaft in der Saalfelder Schwureinung, einem durch Treueeid begründeten Zusammenschluss von Adligen mit dem Ziel wechselseitiger Unterstützung, zum Beistand verpflichtet. Als Liudolf in einen Konflikt mit seinem Onkel Heinrich von Baiern geriet, ergriff der König für Heinrich Partei. So fand sich Gero auf der Seite einer Gruppe, die zum König in Opposition getreten war. Aus dieser verhängnisvollen Verbindung konnte oder wollte er sich nicht mehr lösen, vielleicht aus Scheu vor einem Eidbruch. Für Geros Mitgliedschaft in der Saalfelder Schwureinung wird vorrangig sein Umgang mit den Hauptverschwörern Liudolf, Herzog Konrad von Lothringen und dem Billunger Wichmann II. angeführt. Im Juli 951 schenkte Liudolf Gero auf Betreiben Konrads von Lothringen drei Besitzungen im Gau Serimunt. Nach Beendigung des Liudolfinischen Aufstandes kämpfte der abgesetzte Lothringerherzog Konrad dann 954 auf König Ottos Befehl an der Seite Geros an der Ucker gegen die Ukranen. Möglicherweise war Gero seiner eidlichen Beistandspflicht nachgekommen und hatte Konrad zuvor bei sich aufgenommen. Mit dem Billunger Wichmann II. war Gero in besonderer Weise verbunden; dessen Schwester Hathui war mit seinem Sohn Siegfried vermählt. Nach dem Liudolfinischen Aufstand erlangte Wichmann Ottos Gnade nur deshalb wieder, weil Gero sich für ihn einsetzte und zwischen ihm und dem Herrscher vermittelte. Als Wichmann 954 eidbrüchig wurde und sich gegen seinen Onkel Hermann Billung erhob, geriet er in slawische Gefangenschaft. Die Slawen lieferten ihn an Gero aus. Der brachte den Aufrührer jedoch nicht zum König, sondern verhalf ihm zur erneuten Flucht zu den Slawen.
Wenn Gero tatsächlich der Saalfelder Schwureinung angehörte, dann muss er im Verlaufe des Aufstandes einen Weg gefunden haben, offen für den König Partei zu ergreifen, ohne gegenüber den Verschwörern eidbrüchig zu werden, denn im August 954 kämpfte er an der Seite Ottos vor Regensburg gegen die Aufständischen. Dort wurde er zum Ziel eines Ausfalls unter Führung Liudolfs. Im folgenden Jahr kämpfte Gero dann Seite an Seite mit Liudolf in der Schlacht an der Raxa, nachdem Otto seinen abtrünnigen Sohn wieder in seine Huld aufgenommenen hatte. Ein vorangegangener Eidbruch Geros hätte jedoch in den Augen aller Beteiligten eine Schande solchen Ausmaßes dargestellt, dass dies einen Aufenthalt in der Nähe der königlichen Familie ausgeschlossen hätte. Gerd Althoff vermutet, Gero habe die Rolle eines Vermittlers zwischen dem König und den Verschwörern eingenommen, um keiner Seite eine Handhabe gegen sich zu geben. Andere nehmen an, Gero habe aufgrund seines Ruhms für Otto als unantastbar gegolten oder sei lediglich als Alternative zu Hermann Billung in Amt und Würden belassen worden, um die beiden Markgrafen bei Bedarf gegeneinander ausspielen zu können.
Nach einer anderen Auffassung ist eine Mitgliedschaft Geros in der Saalfelder Schwureinung ausgeschlossen. Als Angehöriger der Verschwörergruppe hätte er nicht erfolgreich beim König für Wichmann II. eintreten können. Auch habe er Wichmann nicht pflichtwidrig freigelassen, sondern das königliche Urteil durch Verbannung zu den Slawen vollstreckt. Auslöser der Verstimmung zwischen Otto und Gero sei vielmehr eine Rivalität des Markgrafen mit Hermann Billung in den Slawengebieten gewesen. Diese habe Gero zu einem Bündnis mit Hermanns Gegner, dessen Bruder Wichmann, veranlasst. Der Pakt sei durch die Heirat von Geros Sohn Siegfried mit Wichmanns Tochter Hathui besiegelt worden. Diese Familienbande erklärten Geros spätere Parteinahme für den Verschwörer Wichmann.
Eine weitere Hypothese lautet, dass Gero durch seine Erfolge in den Slawenkämpfen so angesehen und mächtig geworden war, dass Otto, wenn er ihn weiterhin gefördert hätte, die Entstehung eines neuen geronischen Herzogtums in seinen Kernlanden sowie den angrenzenden Slawengebieten hätte befürchten müssen. Aus diesem Grund habe er ihn zu missachten begonnen.

### Memorialwesen

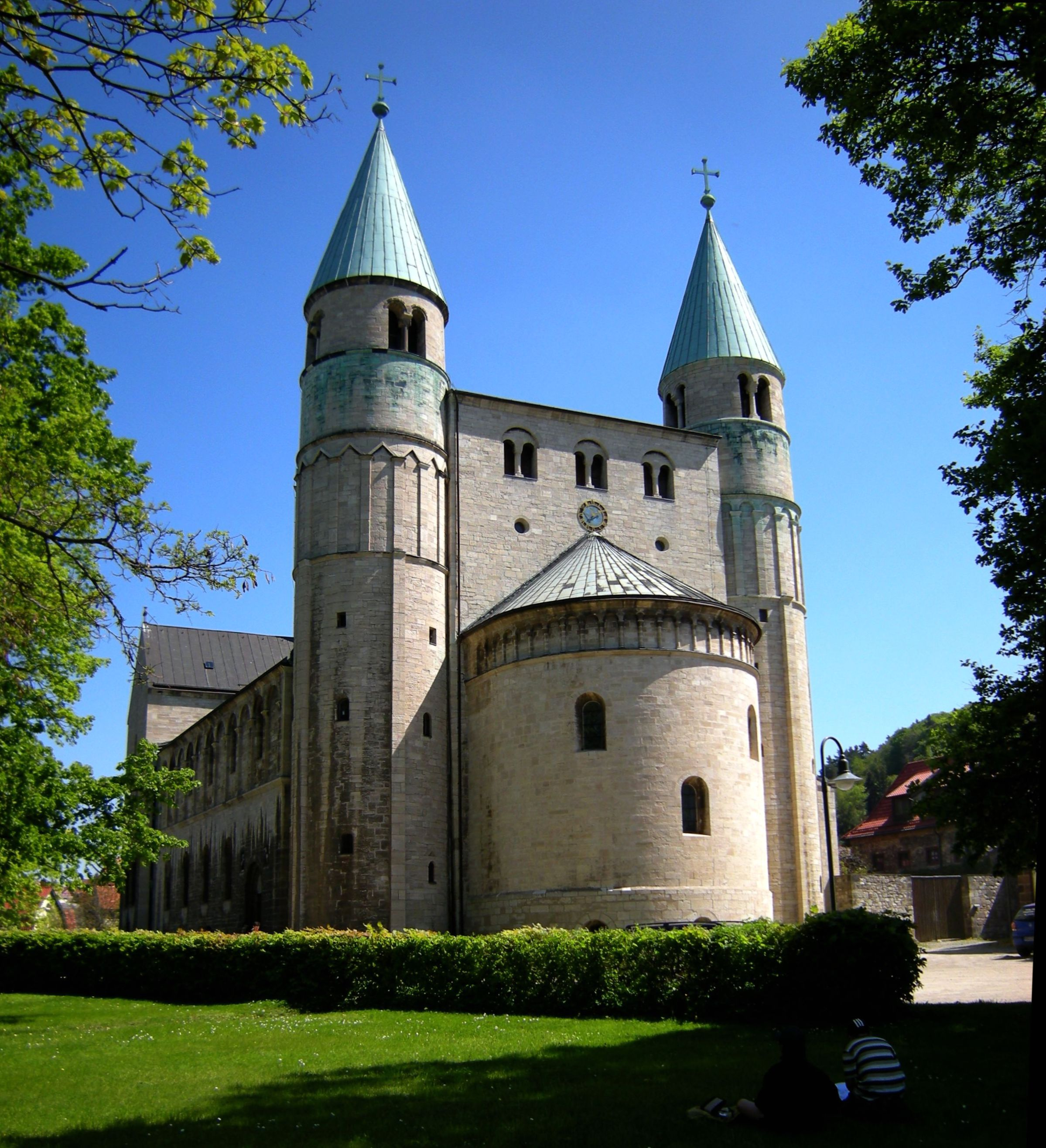
Die romanische Stiftskirche St. Cyriacus in Gernrode

Gero unternahm große Anstrengungen zur dauerhaften Bewahrung seines Andenkens. Dieses Memorialwesen diente sowohl religiösen Zwecken als auch der sozialen Repräsentation. Zum einen sollte das Gedächtnis an den Verstorbenen bis zum Jüngsten Tag bewahrt werden, damit er mit den Lebenden an der Erlösung teilhaben konnte. Zum anderen sollten bereits zu Lebzeiten Rang und soziale Stellung ausgedrückt werden. Gero stiftete mit Frose, Gernrode und Alsleben drei Kanonissenkonvente im Gebiet des Bistums Halberstadt und beteiligte sich an der Gründung des Klosters Kemnade an der Weser. Zudem unternahm er zwei Pilgerfahrten nach Rom.
Im Jahr 949 reiste Gero zum ersten Mal an das Grab des Heiligen Petrus nach Rom. Es handelte sich um eine religiös motivierte Pilgerfahrt. Solche Pilgerfahrten hatten meistens Dankbarkeit, Fürbitte oder Buße zum Anlass. Bei Gero könnten alle drei Gründe zusammengekommen sein. Zunächst befand er sich im Zenit seines Ansehens, so dass er sich aus großer Dankbarkeit auf den Weg gemacht haben könnte. Sodann könnte sein Sohn Gero im Jahr 949 schon schwer erkrankt oder sogar bereits verstorben sein. Schließlich wird vermutet, Gero sei wegen seiner „Grausamkeit, Härte und Treulosigkeit“ gegenüber den Slawen zu einer Bußfahrt aufgebrochen. Ob er die Reise darüber hinaus in königlichem Auftrag zur Erkundung der politischen und militärischen Verhältnisse in Oberitalien oder für Verhandlungen mit dem Papst über die Gründung eines Erzbistums Magdeburg unternahm, lässt sich mangels entsprechender Anhaltspunkte nicht klären. Die Rückreise führte Gero im Frühjahr 950 über das Kloster St. Gallen. Dort schloss er mit Abt Craloh einen Vertrag, in dem er sich zur Entrichtung von acht Pfund Silber an das Kloster und zur Intervention beim König für eine Landschenkung in Schwaben verpflichtete. Als Gegenleistung wurde Gero mit seiner gesamten Sippe in die Verbrüderung und ein ewigliches, alljährliches Gebetsgedenken für den Tag seines Eintritts am 23. März aufgenommen. Das Gebetsgedenken sollte die Verfehlungen des Verstorbenen tilgen, die er zu Lebzeiten nicht mehr sühnen konnte.
Nach seiner Rückkehr gründete oder erneuerte Gero in Frose ein seinem Schutzheiligen St. Cyriacus geweihtes Benediktinerkloster, das der König noch im selben Jahr mit Besitz im Schwabengau beschenkte.

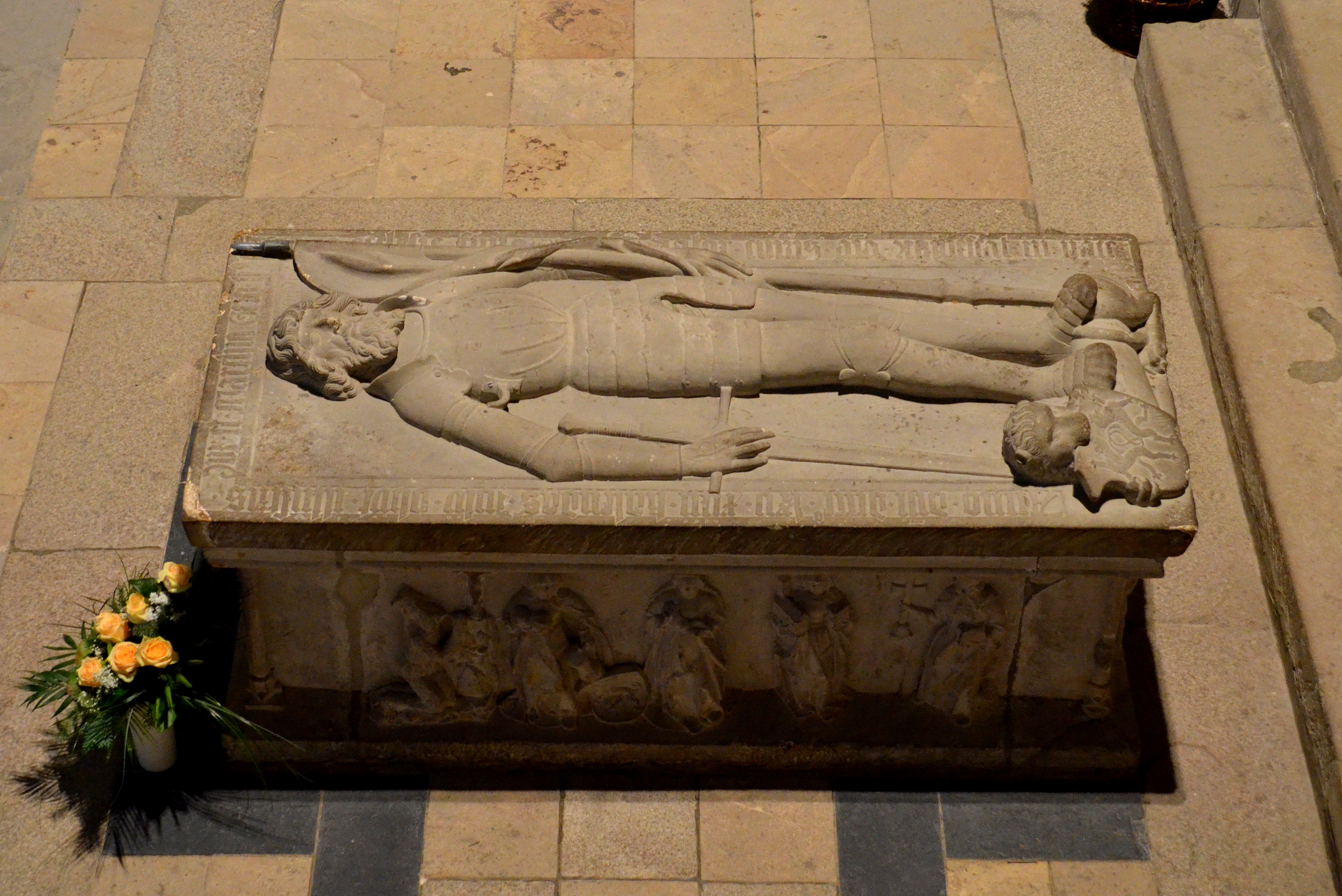
Sarkophag Geros von 1519 in der Stiftskirche Gernrode

Wohl im Jahr 961 beschlossen der inzwischen greise Gero und sein todkranker Sohn Siegfried, ihr gesamtes Vermögen in ein neu zu gründendes Kanonissenstift einzubringen, um sich auf diese Weise ein ewiges Totengedenken zu sichern, denn mit dem unmittelbar bevorstehenden Tod des kinderlosen Siegfried erlosch Geros Geschlecht. Zum Ort der Stiftung bestimmten die beiden Gründer ihre Hauptburg Geronisroth, die zu diesem Zweck über mehrere Jahre vollständig umgebaut werden musste. Gleichzeitig begann Gero die Stiftung für die Zeit nach seinem Tod gegen jeden Zugriff auf das Stiftungsvermögen rechtlich abzusichern. Zunächst bemühte er sich um Königsschutz, Immunität und die Gewährung der freien Wahl von Vogt und Äbtissin. Da Otto ihm zwar immer noch nicht gewogen war, aber ihm die fromme Bitte nicht abschlagen konnte, ohne selbst an Ansehen zu verlieren, musste der soeben gekrönte Kindkönig Otto II. die Privilegien verleihen, die sein Vater dann bestätigte. Anschließend reiste Gero zum zweiten Mal nach Rom und übertrug das Stift dem Papst, um es dem Zugriff des zuständigen Bischofs von Halberstadt zu entziehen. Von dieser Reise brachte er auch eine Armreliquie seines Schutzheiligen St. Cyriacus mit, der in Gernrode die Patrone Maria und Petrus bald in den Hintergrund drängte und damit eine unmittelbare Verbindung zum Stifter auch nach außen in Erscheinung treten ließ. Gero selbst trat das Amt des ersten Vogtes an und setzte seine Schwiegertochter Hathui als erste Äbtissin ein. In einer Urkunde aus dem Jahr 963 schloss er noch einmal alle Verwandten ausdrücklich von der Erbfolge aus, um auch von dieser Seite jede Gefährdung seiner Memorialstätte nach seinem Tod auszuschließen.
Gero verstarb am 20. Mai 965. Vermutungen, Todesursache sei die schwere Verwundung aus dem Jahr 963 gewesen, lassen sich durch Quellen nicht bestätigen. Er wurde an herausragender Stelle der Stiftung bestattet, nämlich in der Vierung der Stiftskirche St. Cyriakus. Das Grab soll mit einer heute nicht mehr vorhandenen Grabplatte abgedeckt gewesen sein. Diese war wahrscheinlich mit einer der ersten Grabplastiken in Sachsen versehen. Die Platte soll außerdem eine Inschrift getragen haben. Diese wird von dem Chronisten Andreas Popperodt in den Annales Gernrodenses aus der Zeit von 1560 bis 1571 überliefert mit Anno Domini 965 die 14. Cal. Julii obiit illustrissimus Dux et Marchio Gero, huius ecclesiae fundator, cuius anima requiescat in pace. Amen., die auf dem Tafelbild von 1510 verkürzt und fehlerhaft wiedergegeben wäre. Diesem Tafelbild soll zudem die Grabplastik als Vorlage gedient haben. Der heute vorhandene Sarkophag – die darin 1865 gefundenen Knochen stammen angeblich von einem 1,84 m großen Mann – wurde erst 1519 erbaut.

## Nachwirkung

### Mittelalter

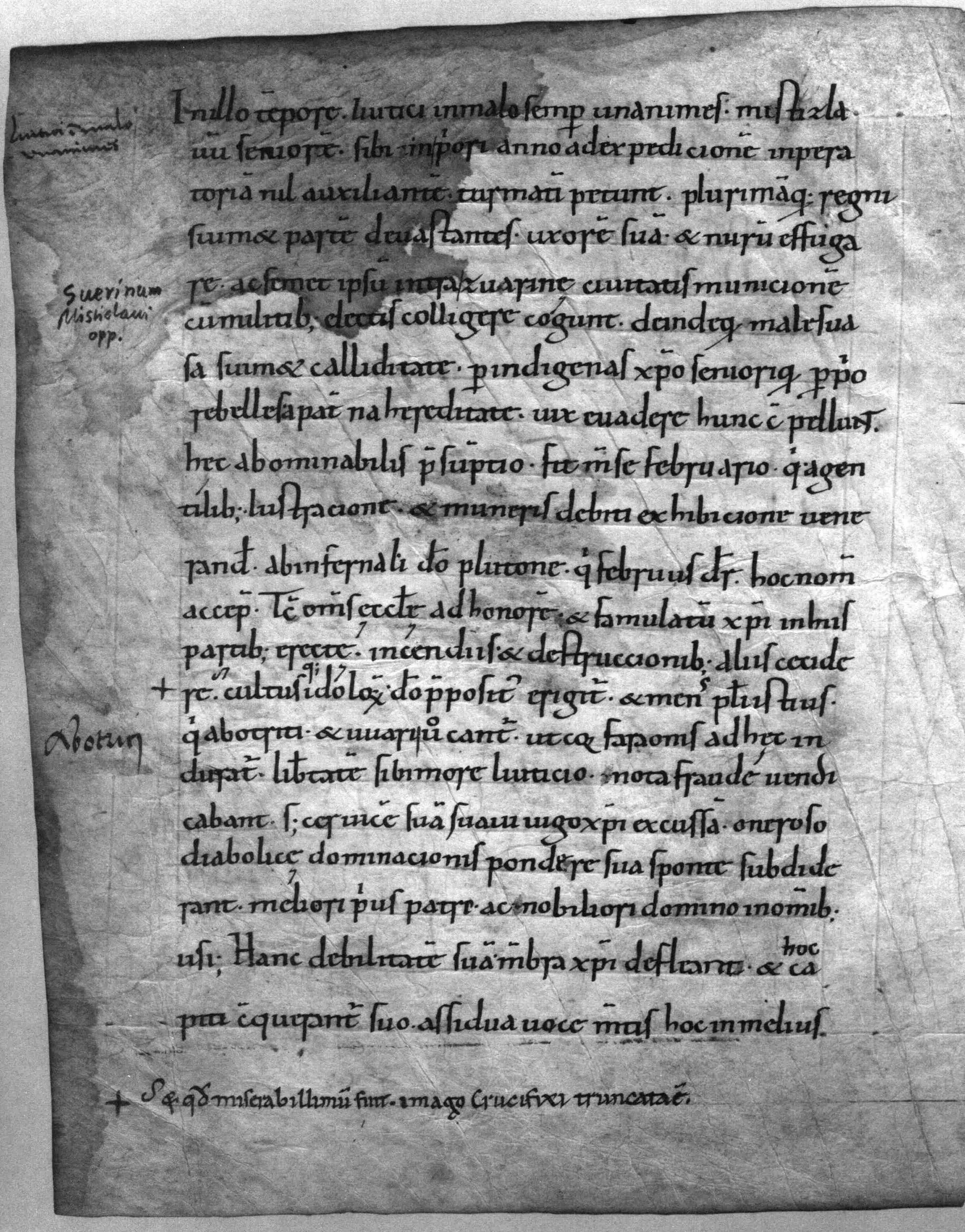
Faksimile einer Seite aus der Chronik Thietmars von Merseburg von ca. 1018. SLUB Dresden, Msc. R 147, Blatt 178 b

Die mittelalterlichen Chronisten beurteilen Gero durchweg positiv. Widukind von Corvey, der ihn noch gekannt haben könnte, beschreibt ihn in seiner ab 967 entstandenen Sachsengeschichte als einen äußerst ritterlichen Mann. Gero sei nicht nur kriegskundig gewesen, sondern auch „ein guter Ratgeber im Frieden, nicht ohne Beredsamkeit, von vielem Wissen, auch wenn er seine Klugheit lieber durch Taten als durch Worte“ bewiesen habe. Im Erwerben habe er Tatkraft gezeigt, im Geben Freigiebigkeit, und am Vorzüglichsten sei „sein Eifer im Dienste Gottes“ gewesen. Auch wenn der Tenor Widukinds Einschätzung entsprochen haben mag, lässt sich aus der wohlwollenden Schilderung nur eingeschränkt auf Widukinds Bild von Gero schließen, denn der Geschichtsschreiber nutzte die Charakterisierung des Markgrafen vorrangig zu versteckter Kritik an dem seiner Auffassung nach zu nachgiebigen Verhalten König Ottos in der Schlacht an der Raxa. Vielleicht handelt es sich auch um einen verdeckten Hinweis auf das Zerwürfnis zwischen Gero und dem König, das an keiner Stelle erwähnt wird. Auch der Magdeburger Bischof Adalbert geht auf das gestörte Verhältnis in seiner um 966/967 verfassten Fortsetzung der Weltchronik des Regino von Prüm nicht ein, obwohl es ihm als Zeitgenossen kaum verborgen geblieben sein kann. Adalbert verwendet den von der königlichen Kanzlei vermiedenen Markgrafentitel, wenn er Gero als „den besten und vorzüglichsten unter den Markgrafen unserer Zeit“ würdigt. Die Bewertung Thietmars von Merseburg fällt ähnlich aus. Auch bei ihm klingt in der Darstellung Geros Kritik am Verhalten des Königs an. Thietmar nennt Gero einen „Verteidiger des Vaterlandes“ (defensor patriae). Das war eine Aufgabe, die der König während seiner Aufenthalte in Italien nicht erfüllen konnte. Auch die Beschreibung Geros als „großer Mann, der auch so geheißen habe“, steht in Kontrast zur Benennung Ottos, dem dieser schmückende Beiname bei Thietmar nicht zukommt.
Möglicherweise verbreiteten sich Nachrichten über Gero bereits zu seinen Lebzeiten bis in die arabische Welt. Der Geograph und Historiker al-Masʿūdī berichtet in seinem um das Jahr 947 verfassten „Buch der Goldwiesen und der Edelsteingruben“ von einem König des mächtigen Volkes der Nāmǧīn namens Giranā. Ob es sich dabei allerdings wirklich um Gero oder nur um eine Verschreibung des Wortes für Graf handelt, ist ungeklärt.

### Ältere Forschung
Im Jahre 1828 legte Karl Christian von Leutsch eine erste Monographie zu Gero vor. Darin vertrat er die Auffassung, Otto I. habe nicht als „unumschränkter König“ regieren können, sondern sei zur Durchsetzung seiner Entscheidungen auf den Konsens mit den Großen seines Reiches angewiesen gewesen. In dieser Gruppe der „Mitregenten“ stufte er Gero als spiritus rector ein, ohne dessen Zustimmung kein Handeln des Königs möglich gewesen sei. Letztendlich habe Gero die Geschicke des Reiches aus dem Hintergrund planvoll gelenkt, um für sein Geschlecht die Königswürde und die slawischen Gebiete zu erlangen. Diese Forschungsergebnisse, die zunächst von namhaften Historikern rezipiert worden waren, gerieten mit dem verstärkt aufkommenden Nationalismus in die Kritik. Abgelehnt wurde nun nicht nur die Einschätzung Geros als heimlicher Lenker und bestimmender Ratgeber, sondern vor allem auch die Annahme einer Abhängigkeit des Königs von seinem mächtigen Gefolgsmann. Ein solches Bild sei „unvereinbar mit den ersten Bedingungen des echt deutschen und christlichen Kaiserthums“ und trage „einen Widerspruch in sich“. Auch Geros Kämpfe mit den Slawen, die nach von Leutsch noch am ehesten dem Aufbau einer eigenen Herrschaft dienten, wurden zunehmend national vereinnahmt. 1847 schrieb Moritz Wilhelm Heffter, die Deutschen verdankten Gero „die großen Fortschritte ihrer Waffen nach Nordosten bis zur Oder, ja! nun, nach Unterwerfung des Mieszko I., selbst bis jenseits der Oder, bis zur Warthe und Weichsel hin.“
1860 verfasste Otto von Heinemann eine neue Biographie Geros. Äußerer Anlass war die Restauration der Stiftskirche St. Cyriacus. Tatsächlich hatte sich aber die Einschätzung des Markgrafen vollständig gewandelt. So distanzierte sich Heinemann ausdrücklich vom Gerobild Leutschs und würdigte seinen Protagonisten als Helden, der „in Treue und unerschütterlicher Hingabe“ sein ganzes Leben dem Dienst am König gewidmet habe. Otto wiederum habe den Tod seines Getreuen als „Nationalunglück“ erfahren. Gero sei es gewesen, der den „planlosen Unternehmungen der Deutschen“ an ihrer östlichen Grenze ein Ende machte und ein „Angriffsystem organisirte“, auf dass er „mit Hülfe desselben das ganze Wendenland bis an die Oder der deutschen Herrschaft botmässig machte, den Schrecken vor dem deutschen Namen bis tief in die sarmatischen Ebenen trug, die Polen demüthigte“. In der 1876 von Ernst Ludwig Dümmler veröffentlichten Monographie über Otto den Großen ist Gero ein „unermüdlicher Vorkämpfer Deutschlands gegen das Slaventhum“, den man anstelle des Königs „als den eigentlichen Begründer der deutschen Herrschaft zwischen Elbe und Oder betrachten“ müsse.
Die Einschätzung Geros als treuester Gefolgsmann Ottos I., der „mit rücksichtsloser Härte das gewaltige Gebiet der Nordmark eroberte, verwaltete und eindeutschte“, blieb bis in die Nachkriegsdiskussion der 1950er Jahre bestimmend für das Bild des Markgrafen als Repräsentant einer vermeintlichen deutschen Ostexpansion des 10. Jahrhunderts. Noch 1955 begründete der Rechtshistoriker Hermann Conrad „das historische Recht des deutschen Volkes“ auf die im Zweiten Weltkrieg „entrissenen Gebiete“ mit einer Darstellung der mittelalterlichen Besiedlung des deutschen Ostens, dessen Grenze der „gefürchtete Slawenbezwinger“ Markgraf Gero gesichert habe. In seiner Kommentierung der Auflösung Preußens durch die Potsdamer Konferenz äußerte der polnische Journalist Edmund Jan Osmańczyk 1948, dass „der Drang nach Osten, durch die Mordtaten Markgraf Geros unter den Elbslawen eingeleitet, der Beginn des Hitlerismus gewesen“ sei. Ähnlich argumentierte der polnische Nationalhistoriker Zygmunt Wojciechowski, der die staatsbildende Tätigkeit Mieszkos I. als das Resultat der Erfahrung mit dem brutalen Vorgehen des „deutschen Nachbarn“, besonders des „Fürsten Gero“, ansah.

### Neuere Forschung
Die neuere Forschung führte zu einer Entmystifizierung Geros. Zunächst gelang Karl Schmid im Jahr 1960 der Nachweis von Geros Herkunft. Im Zusammenhang mit Untersuchungen zu den Eintragungen im Reichenauer Verbrüderungsbuch stellte er die Abstammung des Markgrafen von Thietmar und damit die Zugehörigkeit zu den etablierten Adelskreisen fest. Bis zu diesem Zeitpunkt war die Forschung davon ausgegangen, es handele sich bei Gero um einen homo novus, einen Emporkömmling aus niederen Adelskreisen. Dies hatte lange als Indiz für eine neue, auf Eroberung ausgerichtete Politik Ottos I. im slawisch-sächsischen Grenzgebiet gegolten.
Als Nächstes räumte Gerd Althoff 1984 mit dem nationalistisch verbrämten Bild von Gero als bedingungslosem Gefolgsmann und treuestem Paladin des Königs auf. Althoff erkannte bei einer Untersuchung der Urkunden Ottos I., dass Gero ab dem liudolfinischen Aufstand 953 in den königlichen Diplomen keine Erwähnung mehr fand, und schloss daraus auf eine tiefgreifende Entfremdung zwischen Markgraf und König. Da er das Ergebnis anhand weiterer Befunde abzusichern vermochte, hat sich die Forschung seiner Sichtweise inzwischen einhellig angeschlossen, ohne dass Einigkeit über die Gründe für die Verstimmung erzielt werden konnte. 1999 war es erneut Gerd Althoff, der die bis dahin vorherrschende Lehrmeinung von einer planvollen Ostexpansion des Reiches, einem ottonischen Markensystem an der Slawengrenze und damit indirekt der Stellung Geros als Vollstrecker eines königlichen Willens in Frage stellte. Darauf aufbauend vermutete Hagen Keller 2007 widerstreitende Strategien im Umgang mit den Slawen. Otto I. habe sich gegenüber den slawischen Fürsten um Stabilisierung bemüht und sei zur Respektierung von deren Herrschaftsgebieten bereit gewesen, während Gero die Regeln für ein friedliches Miteinander mit tributpflichtigen Fürsten nicht habe einhalten wollen. Schon Gerd Althoff hatte Geros eigenmächtiges Handeln in den Slawengebieten hervorgehoben und am Beispiel der Schlacht an der Raxa nachgewiesen, dass Gero sich offen über den Befehl des Königs zur Führung von Friedensverhandlungen hinwegsetzte.
Den vorläufigen Schlusspunkt dieser Forschungsentwicklung setzt die 2012 erschienene Habilitationsschrift von Andrea Stieldorf. Danach habe sich die Funktion von Geros Markgrafentitel in der „Bezeichnung eines besonderen Vertrauten des Herrschers“ erschöpft, ohne dass es sich um eine „institutionelle Stellvertreterschaft“ gehandelt habe.
Besondere Beachtung findet Geros brutaler Umgang mit den Slawen. Hans K. Schulze charakterisierte Gero als gewalttätigen, kampferprobten und gefürchteten Kriegsmann, der sich ohne Skrupel gegenüber seinen Gegnern „selbst zu abscheulichen Taten“ habe hinreißen lassen. Für Johannes Laudage tat sich Gero in den Slawenkämpfen insbesondere durch seine Heimtücke und Brutalität hervor. Etwas zurückhaltender urteilt Gerd Althoff, Gero sei in der Wahl seiner Mittel in den Slawenkämpfen „alles andere als zimperlich“ gewesen.

### Alltagswahrnehmung
Belletristik und populärwissenschaftliche Sachbücher prägen und prägten das Bild Geros in der Alltagswahrnehmung weitaus stärker als die Geschichtswissenschaft. Zeitgeschichtliche Hintergründe führen im Roman wie im Sachbuch jedoch zu einer Überzeichnung einzelner Gesichtspunkte. Paul Schreckenbach veröffentlichte unter dem Eindruck der russischen Brussilow-Offensive während des Ersten Weltkrieges den Roman Markgraf Gero. Ein Roman aus der Gründungszeit des alten deutschen Reiches. Darin schilderte er einen patriotischen Gero als „Vorkämpfer eines deutschen Nationalstaates unter Führung eines (preußischen) Monarchen“, der treu und loyal zum König die Verteidigungsschlachten gegen „das hündische Volk“ der Slawen anführt. Das Buch erlebte bis 1945 mehrere Auflagen und fand eine verhältnismäßig große Verbreitung.
Unter dem Eindruck der deutschen Gräueltaten während des Nationalsozialismus wandelte sich auch die Einschätzung der mittelalterlichen Auseinandersetzung mit den Elbslawen. In seinem 1991 erschienenen Roman Brennaburg räumt Wolfgang David im Rahmen einer differenzierten und ausgewogenen Darstellung von Sachsen und Slawen der Ermordung der 30 slawischen Fürsten durch Gero mit mehr als 40 Seiten auffällig viel Platz ein. Dementsprechend machte Rebecca Gablé in ihrem 2013 erschienenen Roman Das Haupt der Welt einen rücksichtslosen Gero zu einem der Gegenspieler ihrer slawischen Hauptfigur. Der populärwissenschaftliche Sachbuchautor S. Fischer-Fabian schrieb über Gero, „dieser Mann“ habe dreißig slawische Fürsten betrunken gemacht, „um sie dann einzeln abzuschlachten.“